# 12P/Pons-Brooks
12P/Pons–Brooks ist ein periodischer Komet mit einer Umlaufzeit von 71 Jahren. Er erfüllt die klassische Definition eines Kometen vom Halley-Typ (d. h. 20–200 Jahre Umlaufzeit) und ist mit einer absoluten Helligkeit von zirka {\displaystyle 5^{M}} bei Erreichen des Perihels einer der hellsten bekannten periodischen Kometen. Der Komet Pons-Brooks wurde im Juli 1812 von Jean-Louis Pons am Observatorium Marseille entdeckt und dann später 1883 von William Robert Brooks wiederentdeckt.
Der nächste Periheldurchgang findet am 21. April 2024 statt, der Komet nähert sich der Erde am 2. Juni 2024 bis auf 1,5 AE. Es wird eine scheinbare Helligkeit von {\displaystyle 4,5^{m}} erwartet. Der Kometenkern wird unter der Annahme, dass es während der photometrischen Untersuchung 2020 nicht zu größeren Staub- oder Gasausbrüchen kam, auf ungefähr 30 km geschätzt.
12P/Pons–Brooks könnte der Mutterkomet des schwachen Dezember-κ-Draconiden-Meteorstroms sein, der zwischen dem 29. November und dem 13. Dezember aktiv ist.

## Beobachtungsgeschichte

### Vor 1812
12P/Pons-Brooks wurde in den Jahren 1385 und 1457 als Komet erkannt.
Das Erscheinen 1385 war sehr günstig und wurde in den chinesischen Ming Shilu festgehalten, es wird auch in einigen europäischen Quellen erwähnt. Dieser wurde von chinesischen Beobachtern am 23. Oktober 1385 als ein neues Objekt, welches sich dem Sternbild Löwe und Jungfrau näherte bezeichnet.
Ein im Januar 1457 von Paolo dal Pozzo Toscanelli beobachteter Komet, der auch in chinesischen Quellen erwähnt wird, ist ebenfalls als 12P/Pons-Brooks identifiziert worden.
Bei beiden Erscheinungen hatte der Komet eine scheinbare Helligkeit von mindestens {\displaystyle 3^{m}}, es gibt keine Berichte über mögliche Ausbrüche.
Es liegt im Rahmen des Möglichen, dass es sich hierbei auch um einen Kometen vom September 245 handelt, der in chinesischen Quellen genannt wurde.
Von So-Yeon Park und Jong-Chul Chae wurde vermutet, dass es sich bei 12P/Pons-Brooks auch um die Kometen handelt, die für die Jahre 1313 und 1668 in asiatischen Quellen dokumentiert sind.
Allerdings wenden Meyer et al. ein, dass die Erscheinung 1313 sehr schwach und sonnennah und daher schwer beobachtbar gewesen sein dürfte, und dass die vermutete Position im Sternbild Zwillinge den Positionsberechnungen des Kometen Pons-Brook im Sternbild Widder widerspräche. Der von Koreanern beschriebene Komet vom März 1668 ist wahrscheinlich der von Europäern beobachtete helle und sonnennahe Komet C/1668 E1, dessen Orbit in keiner Weise mit dem von 12P/Pons-Brooks kompatibel ist.

### Die Entdeckung 1812

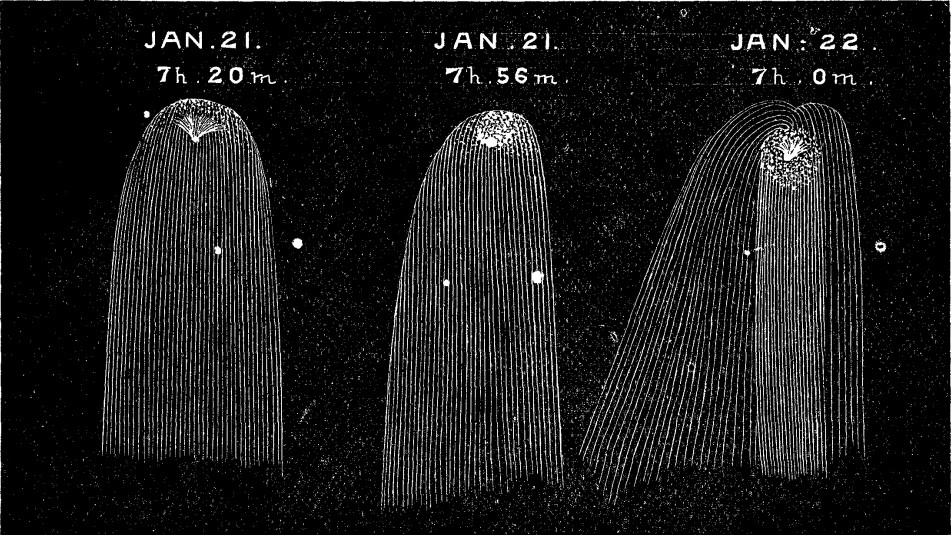
Skizzen des Kometen 12P/Pons-Brooks vom 21. und 22. Januar 1884

Der Komet 12P/Pons-Brooks wurde am 12. Juli 1812 von Jean-Louis Pons entdeckt. Er wurde unabhängig am 1. August von Wincenty Wiszniewski und am 2. August von Alexis Bouvard aufgefunden.
Am 13. August konnte der Komet mit unbewaffnetem Auge ausgemacht werden, und für Ende August ist eine Schweiflänge von zwei Grad überliefert.
Kurz nach der Entdeckung wurde eine Umlaufzeit von zirka 70 Jahren mit einer Ungenauigkeit von zirka fünf Jahren errechnet, Johann Franz Encke bestimmte diese schließlich zu 70,68 Jahren.
Aus dieser Umlaufzeit wurden Ephemeriden für die Wiederkehr 1883–84 ermittelt.

### Wiederkehr 1884
Am 2. September 1883 entdeckte William Robert Brooks zufällig einen schwachen Kometen, den er später als den Kometen von 1812 identifizierte.
Am 21.–23. September 1883 wurde ein Ausbruch beobachtet, die scheinbare Helligkeit stieg von {\displaystyle 10^{m}}-{\displaystyle 11^{m}} auf {\displaystyle 8^{m}}-{\displaystyle 8,5^{m}}, das Erscheinungsbild wechselte von diffus auf sternähnlich.
Der Komet wurde am 20. November mit bloßem Auge sichtbar und hellte bis zu einer Magnitude von {\displaystyle 3^{m}} auf. Es wurden Ausbrüche am 1. und am 19. Januar berichtet.
Dieses Jahr wanderte er von Scheat und Markab im westlichen Pegasus am 13. Januar 1883 südwärts durch die Fische und erreichte das Perihel bei Iota und Beta Ceti um den 24. Januar.
Er wurde zuletzt im Juni 1884 gesehen.

### Wiederkehr 1954
Der Komet wurde am 20. Juni 1953 wiederentdeckt, als er noch 4,5 AE von der Sonne entfernt war. Er hatte am 1. Juli einen Helligkeitsausbruch von {\displaystyle 18^{m}} auf {\displaystyle 13^{m}}. Ein weiterer Ausbruch ereignete sich im März 1954, der vierte bei dieser Erscheinung.
Am 23. April hatte der Komet eine geschätzte scheinbare Helligkeit von {\displaystyle 6,4^{m}} und sein Schweif maß ein halbes Grad.
Pons-Brooks erreichte sein Perihel am 22. Mai 1954 als er 1,7 AE von der Erde entfernt war.
Nach dem Periheldurchgang konnte er besser von der südlichen Halbkugel gesehen werden. Die letzte Sichtung fand am 4. September 1954 statt, bei einem Sonnenabstand von 1,9 AE.
Am 12. Dezember 1954 passierte der Meteorstrom des Kometen Pons-Brooks die Erde in einem Abstand von 0,12 AE mit möglichen Meteoreinschlägen in die Erdatmosphäre mit einer Relativgeschwindigkeit von 45 km/s.

### Wiederkehr 2024

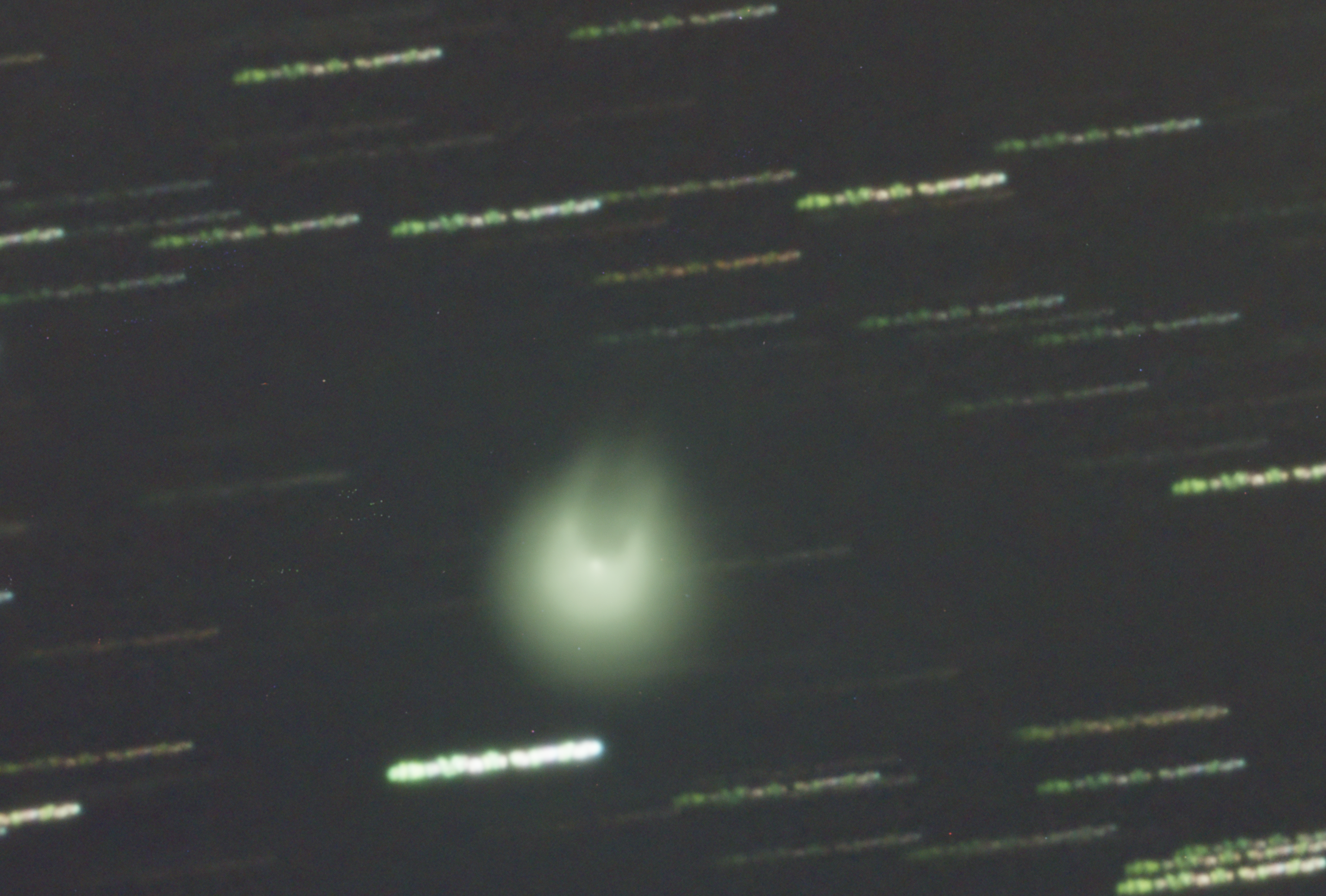
12P/Pons-Brooks, Aufnahme vom 27. Juli 2023

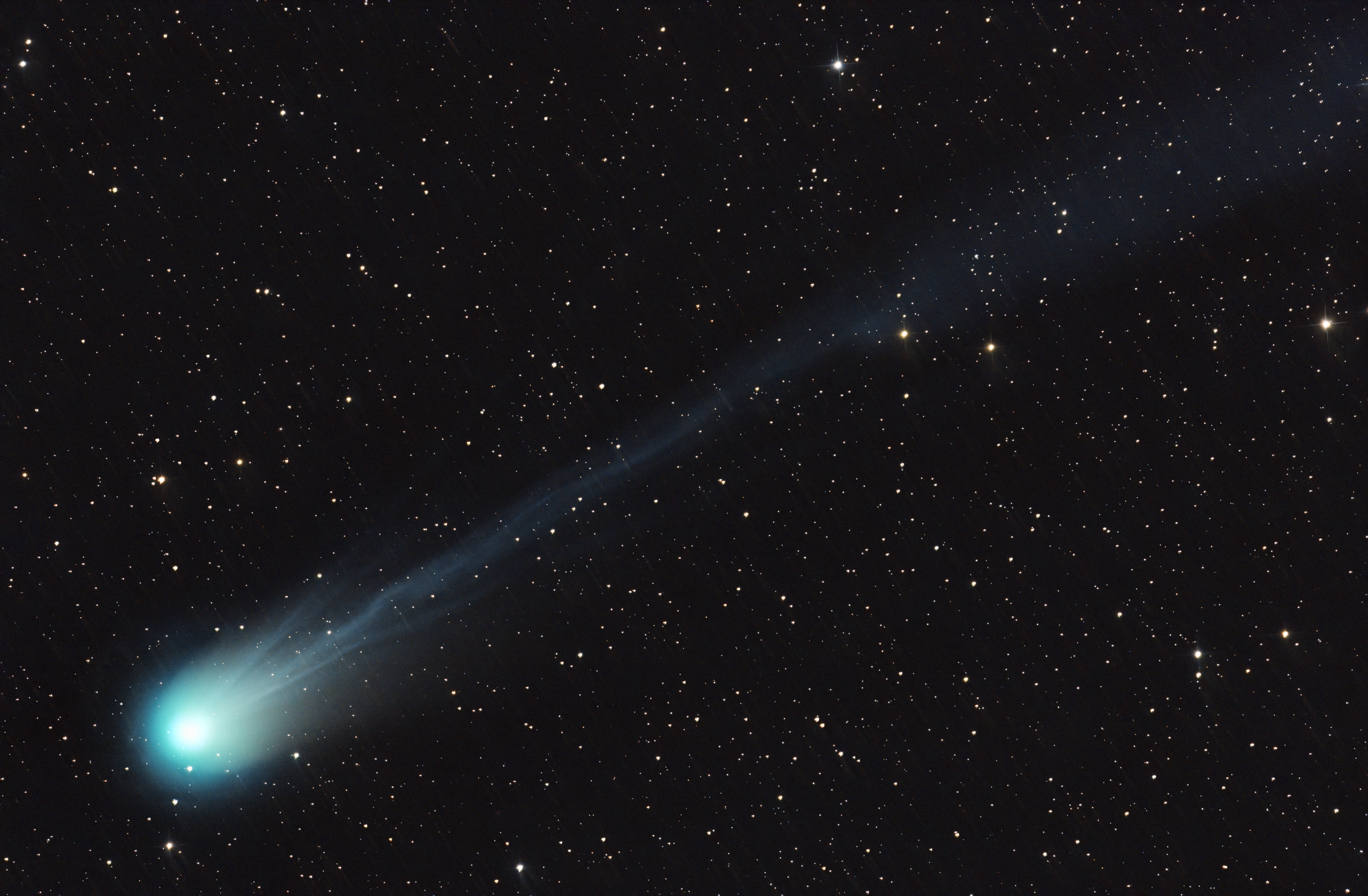
12P/Pons-Brooks, Aufnahme vom 7. März 2023

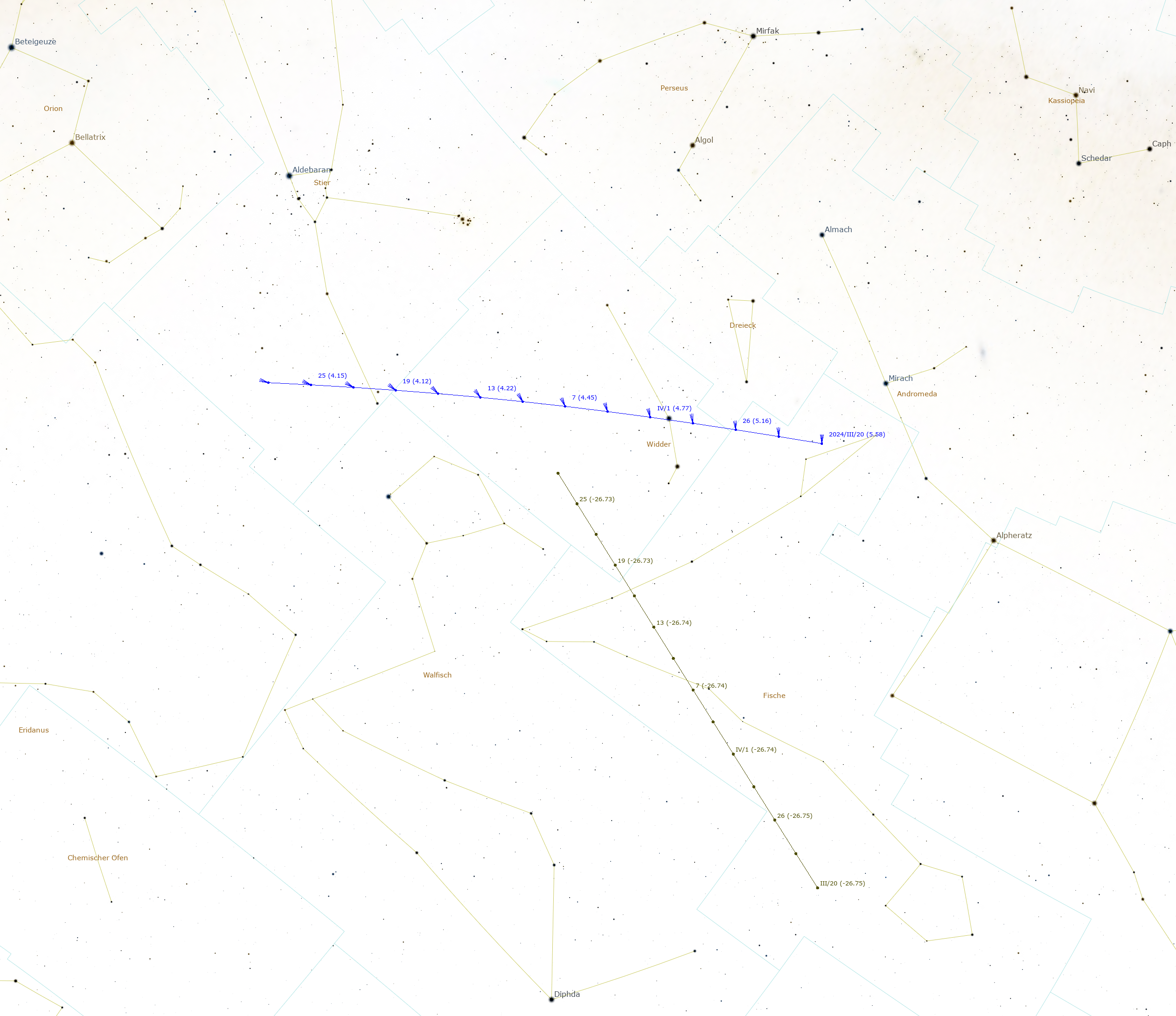
Positionen von Sonne (dunkelbraun) und dem Kometen 12P/1812 O1 (blau) von Ende März bis Ende April 2024 mit Angabe der jeweiligen scheinbaren Helligkeiten

Am 10. Juni 2020 wurde Pons-Brooks mit einer scheinbaren Helligkeit von {\displaystyle 23^{m}} bei einem Abstand von 11,9 AE jenseits des Saturn mit einer Ungenauigkeit von ±10.000 km am Discovery Channel Telescope wiederentdeckt.
Der Komet erlitt am 20. Juli 2023 bei einem Sonnenabstand von 3,9 AE einen Ausbruch von der scheinbaren Helligkeit {\displaystyle 16^{m}}-{\displaystyle 17^{m}} bis auf {\displaystyle 11^{m}}-{\displaystyle 12^{m}}.
Der Ausbruch führte zu einer hufeisenförmigen Koma, die möglicherweise von einem Auswurf von zirka 10 Milliarden kg Staub und Eis gebildet wurde.
Die Koma hat sich bis zum 5. August mit einer Expansionsrate von 220 m/s auf einen Durchmesser von 600.000 km ausgedehnt. Obwohl anfänglich sphärisch, verformte sich die Koma auf Grund des Strahlungsdrucks asymmetrisch.
Der Komet wandert ab Mitte März vom Sternbild Fische in das Sternbild Widder, wo er sich in der ersten Aprilhälfte aufhält. Am 2. April zieht er sehr dicht an dessen Hauptstern Hamal vorbei und erreicht am  21. April mit einem Sonnenabstand von 0,781 AE und einer Geschwindigkeit von 47,1 Kilometer pro Sekunde seinen sonnennächsten Punkt (Perihel). Ende April befindet er sich dann im Sternbild Stier. Die Sonne zieht in dieser Zeitspanne vom Sternbild Fische in das Sternbild Widder, so dass der Komet in Deutschland nach Sonnenuntergang dicht über dem Horizont am westlichen Abendhimmel beobachtet werden kann.
Am 8. April 2024 wird es eine Sonnenfinsternis geben, wobei der Komet zirka 25° von der Sonne entfernt sein wird. Die größte Erdannäherung von 1,55 AE findet später am 2. Juni 2024 statt. In der Nähe des Periheldurchgangs wird eine scheinbare Helligkeit von {\displaystyle 4,5^{m}} erwartet. Seit Anfang April 2024 wurde der Komet gesichtet.

## Der Orbit
| Datum         | Abstand (AE) | Sonnen- elongation |
| ------------- | ------------ | ------------------ |
| 21. Sep. 1812 | 1,22         | 40°                |
| 9. Jan. 1884  | 0,63         | 58°                |
| 29. Jun. 1954 | 1,63         | 38°                |
| 2. Jun. 2024  | 1,55         | 45°                |
| 31. Aug. 2095 | 1,50         | 32°                |

Die Libration ist mit einer 6:1-Resonanz an Jupiter gebunden. Der Tisserandparameter in Bezug auf Jupiter beträgt 0,60. Das Aphel liegt mit einem Sonnenabstand von 33,6 AE jenseits der Neptun-Bahn.
Mit einer steilen Bahnneigung von 74,2° verbringt der Komet nicht viel Zeit in Ekliptiknähe.
Die Web-Seite des Jet Propulsion Laboratory zeigt, dass der Komet im Zeitraum 1900 – 2200 die stärkste Störung am 29. Juli 1957 durch Saturn erfahren hat. Zu diesem Zeitpunkt geriet er innerhalb von 1,6 AE unter den Einfluss des Gasriesen, aber selbst der Effekt dieser Annäherung war vernachlässigbar.
Die Kometenbahn scheint zwischen 1740 und 2167 stabil zu sein, ohne starke Störungen durch irgendeinen Planeten.
Vor der Wiederentdeckung im Jahre 2020, während die letzte Beobachtung 1954 war, berechnete Kinoshita, dass der Komet ein zukünftiges Perihel am 10. August 2095 erreichen würde.
Unter Berücksichtigung der Beobachtungen 2020–2023 wird dieser Periheldurchgang nun auf den 15. August 2095 berechnet.
Kirkwood bemerkte 1884, dass Pons-Brooks Gemeinsamkeiten mit dem Kometen 122P/de Vico aus dem Jahre 1846 aufweist. Er vermutete, dass sich letzterer vor einigen Jahrhunderten von Pons-Brooks abgespalten habe.
Später bestimmte er den Einfang der beiden Kometen in ihre elliptischen Bahnen (oder ihres Mutterkörpers) mit ihrem gemeinsamen Aphel in der Nähe von Neptun auf das Jahr 991.
Andere Kometen mit ähnlicher Umlaufzeit sind 13P/Olbers, 23P/Brorsen-Metcalf und 1P/Halley.

## Meteorströme
12P/Pons–Brooks ist möglicherweise der Mutterkomet des schwachen Dezember κ-Draconiden-Meteorstroms, der zwischen dem 29. November und dem 13. Dezember mit weniger als zwei Meteoren pro Stunde aktiv ist. Dies ist der ergiebigste Meteorstrom, der mit diesem Kometen verbunden wird. Ein weiterer nächtlicher Meteorstrom, die nördlichen Juni-Aquiliden, wurde versuchsweise mit diesem Kometen in Zusammenhang gebracht, allerdings handelt es sich höchstwahrscheinlich nicht um den Mutterkörper.